# フォーカスシステムズ
株式会社フォーカスシステムズは、東京都品川区に本社を置き、ソフトウェアパッケージの開発・販売を行う日本の企業。

## 沿革
- 1977年 - 株式会社フォーカスシステムズを東京都新宿区に設立。
- 1978年 - 東京都目黒区に本社移転。
- 1979年 - 東京都品川区に本社移転。
- 1996年 - 株式を店頭公開。
- 2004年 - 日本証券業協会への店頭登録を取消し、ジャスダック証券取引所に株式上場。
- 2010年 - ジャスダック証券取引所と大阪証券取引所の合併に伴い、大阪証券取引所（JASDAQ市場）に株式を上場。
- 2015年 - 東京証券取引所市場第2部に市場変更。
- 2016年 - 東京証券取引所市場第1部に市場変更。
- 2022年 - 東京証券取引所プライム市場へ移行